# Аргіраспіди
Аргіраспіди (з давньогрец. Ἀργυράσπιδες, «Срібні щити») були підрозділом армії Александра Македонського, їх називали так, бо вони носили при собі срібні щити. Це були вибрані чоловіки, якими командував Ніканор, син Парменіона, і яких шанував сам Александр. Спершу вони мали назву «гіпаспісти», але згодом змінили назву на «аргіраспіди», коли перебували в Індії під командуванням Александра. Після смерті Александра Македонського (323 р. до н. е.) ці підрозділи стали служити Евмену з Кардії. Вони вже не брали участі у війнах, але, попри їхній вік (більшості з них було понад шістдесят років), їх боялися і шанували, адже аргіраспіди мали великий досвід і могли похизуватися блискучими бойовим навичкам.
В ході битви при Габіені в 316 р. до н. е. вони стикнулися з Антигоном I Однооким, внаслідок того, що Антигону вдалося заволодіти усім майном, що вони везли зі собою (а це були всі члени їхніх родин і все награбоване протягом сорока років): Аргіраспіди змушені були видати свого генерала Евмена в обмін на повернення їхньої власності.
Антигон незабаром розпустив це військове угрупування, вважаючи воїнів занадто непокірними, ними важко було керувати, більше того, він стратив їхнього командувача Антигена. Антигон відправив їх до Сибіртія, македонського сатрапа Арахосії, з наказом відправити їх невеликими групами з двох-трьох чоловік у небезпечніс міця для виконання певних місій, щоб їхня кількість швидко зменшилася. Однак дехто з них, імовірно, був звільнений, і отримав право жити в македонських поселеннях на території Азії.
Базилевси держави Селевкідів використовували назву «аргіраспіди» для позначення одного зі своїх піших військових загонів. У битві при Рафії у 217 р. до н. е. 10 000 чоловіків-аргіраспідів зайняли позиції навпроти флангів птолемейської армії. Це були люди, вибрані з усього королівства та озброєні на македонський лад. Їхнє постійне розміщення поблизу царя в битві за Магнезію в 190 р. до н. е., свідчить про те, що вони були головним піхотним підрозділом в армії селевкідів. На святкуванні для вшанування Дафни, проведеному Антіохом IV Епіфаном у 166 р. до н. е., було 5000 могутніх аргіраспідів. Однак корпус чоловіків, які були добре озброєні та одягнені за «римською модою», описаний Полібієм, теж налічував 5000, і Бар-Кохва припускає, що у ці чоловіки у розквіті сил можуть бути також частиною підрозділу аргіраспідів, звідси випливає, що чисельність корпусу дорівнювала 10 000. Лівій згадує кавалерійський корпус під назвою аргіраспіди як частину королівських військ в армії Антіоха III Великого в Магнезії.
Римський імператор Александр Север, який відомий тим, що намагався наслідувати Александра Великого, мав у своїй армії людей, яких називали аргіроаспідами та хризаспідами.